# Unterföhring
Unterföhring is een plaats en gemeente in de Duitse deelstaat Beieren, en maakt deel uit van het Landkreis München. De gemeente grenst direct aan de oostelijke stadsgrenzen van München.
Unterföhring telt 11.236 inwoners.

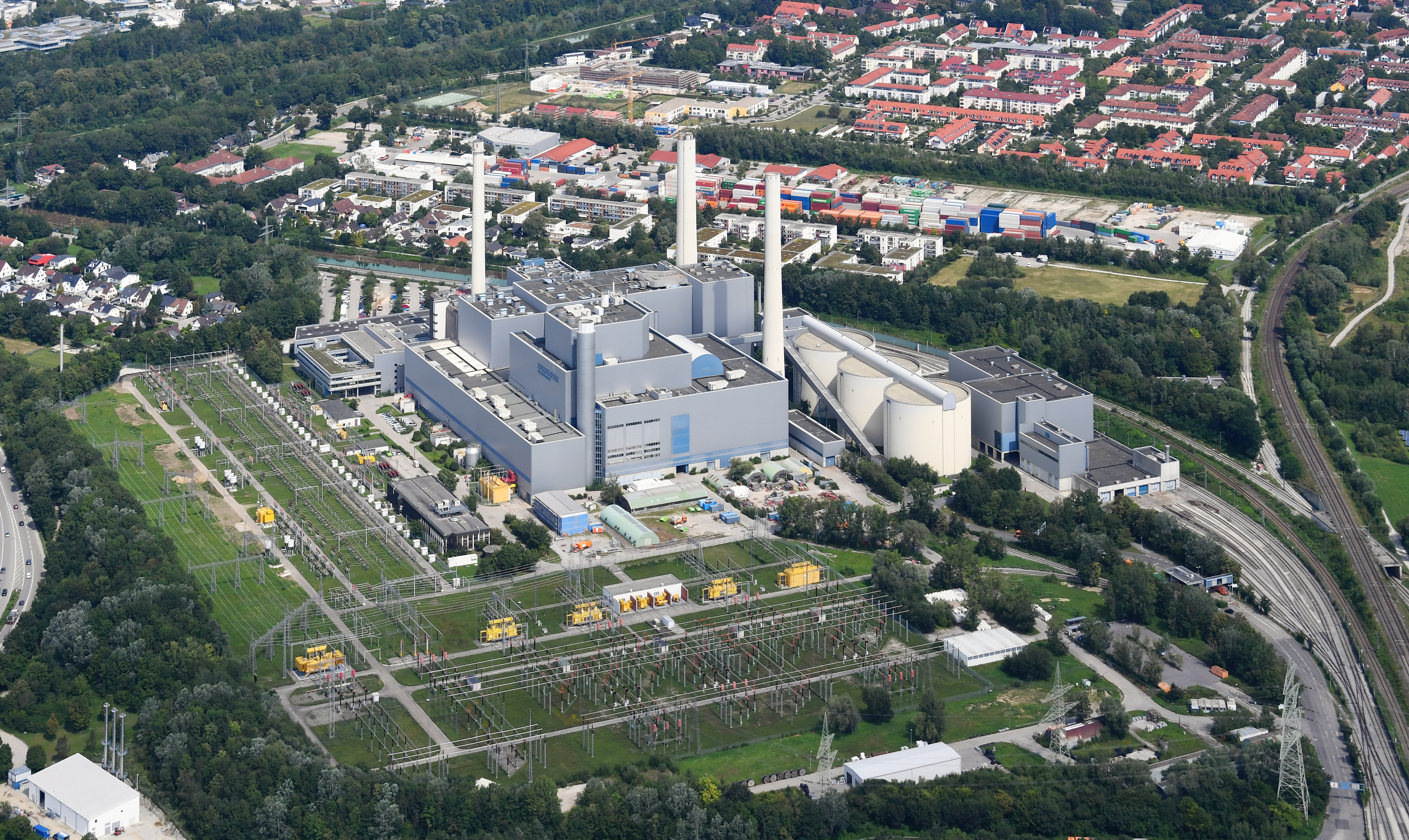
Warmtecentrale bij Unterföhring (2024)

Aschheim ·
Aying ·
Baierbrunn ·
Brunnthal ·
Feldkirchen ·
Garching bei München ·
Gräfelfing ·
Grasbrunn ·
Grünwald ·
Haar ·
Hohenbrunn ·
Höhenkirchen-Siegertsbrunn ·
Ismaning ·
Kirchheim bei München ·
Neubiberg ·
Neuried ·
Oberhaching ·
Oberschleißheim ·
Ottobrunn ·
Planegg ·
Pullach im Isartal ·
Putzbrunn ·
Sauerlach ·
Schäftlarn ·
Straßlach-Dingharting ·
Taufkirchen ·
Unterföhring ·
Unterhaching ·
Unterschleißheim